# ダクソン県
ダクソン県（ダクソンけん、ベトナム語：Huyện Đắk Song?）は、ベトナム社会主義共和国ダクノン省の県。面積は806.46km²、人口は79,482人（2017年）である。

## 行政区画
1市鎮8社から構成される。